# بالانس (پوزیشن)

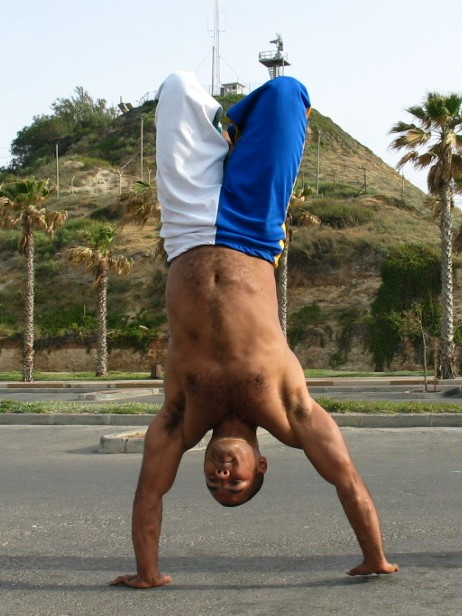
وضعیت ایستادن روی دست کاپوئیرا با پاهای خمیده

ایستادن روی دستها در وضعیت معکوس عمودی ثابت با تعادل. دست‌ها و پاها کاملاً کشیده هستند، دست‌ها تقریباً به اندازه عرض شانه از هم فاصله دارند و پاها در کنار هم قرار دارند. انواع مختلفی از این وضعیت وجود دارد، که همه آنها نیاز به تعادل و قدرت بالاتنه کافی دارد.

## قدرت
این وضعیت از نظر نیاز به عضلانی بودن و قدرت مفاصل، سخت تلقی می‌شود.
حرکات پایه دستی که مستلزم قدرت بسیار بالایی هستند شامل پایه پرس و فشار دادن پایه دستی است.

## انواع فعالیت‌ها
این حرکت در بسیاری از فعالیت‌های ورزشی از جمله رقص آکرو، سیرک، یوگا، کالیستنیک و ژیمناستیک انجام می‌شود.

### ژیمناستیک
دو سبک این وضعیت در ژیمناستیک مدرن وجود دارد: پشت خمیده و پشت صاف.
ویژگی‌های این وضعیت در ژیمناستیک:
- بازوهای صاف با دست‌هایی که تقریباً به اندازه عرض شانه‌ها روی زمین قرار گرفته‌اند.
- پاهای راست، در کنار هم نگه داشته شده‌اند.
- انگشتان نوک تیز به طوری که خطوط پا را ادامه دهد.